# 돈의 화신
《돈의 화신》은 2013년 2월 2일부터 2013년 4월 21일까지 방영된 SBS 주말 특별기획 드라마이다. 장영철-정경순 작가 부부와 유인식 PD가 함께 한 3번째 작품이다.

## 방송 시간
| 방송 채널 | 방송 기간                        | 방송 시간              | 방송 분량  |
| --------- | -------------------------------- | ---------------------- | ---------- |
| SBS       | 2013년 2월 2일 ~ 2013년 2월 24일 | 토, 일 밤 9:55 ~ 11:05 | 1시간 10분 |
| SBS       | 2013년 3월 2일 ~ 2013년 3월 31일 | 토, 일 밤 9:50 ~ 11:10 | 1시간 20분 |
| SBS       | 2013년 4월 6일 ~ 2013년 4월 21일 | 토, 일 밤 9:55 ~ 11:15 | 1시간 20분 |

## 등장 인물

### 주요 인물
- 이차돈 (본명 : 이강석) : 강지환 (아역: 박지빈)

서울중앙지방검찰청 검사. 부동산 재벌인 이중만의 외아들로, 지세광에 의해 집안이 풍비박산나고 자신 또한 교통사고를 당해 기억을 잃어 버려졌다. 고아가 된 처지에 복화술의 지원으로 사법시험에 합격하지만, 5년이 지나 일명 '슈달(슈킹의 달인)'이라 불리며 희대의 비리검사가 된다.
- 지세광 : 박상민

서울중앙지방검찰청 특수부 부장검사. 중만의 도움을 얻어 사법시험까지 합격하는 영광을 얻지만, 자신의 아버지를 죽게 만든 장본인이 중만인 것을 알고 나서 은비령 일당과 함께 중만을 죽인다.
- 복재인(공재인) : 황정음 (아역: 서신애)

럭키저축은행 복화술 회장의 외동딸이자 후계자. 어릴 적부터 어머니 화술로부터 받은 스트레스를 식탐으로 해결하여 남들의 비웃음을 샀다. 차돈에게 두 번 차이면서 그로 인한 충격으로 성형수술을 감행한다.
- 은비령 : 오윤아

영화배우. 예명 '안젤리나'. 중만의 내연녀였으며 동시에 세광과 사랑을 나누던 사이였다. 자신의 아버지를 해고시키고 죽게 만든 장본인이 중만인 것을 알게 되자 세광과 함께 중만을 살해하고 아내 박기순에게 살해누명까지 뒤집어 씌우는 등을 함께 했으나 세광으로부터 버림받는다.
- 전지후 : 최여진

서울중앙지방검찰청 검사. 빼어난 미모와 강인한 정신을 가졌다. 그러나 그녀의 앞에는 번번히 넘기 힘든 거대한 권력의 장벽이 놓여 있다.

### 차돈의 주변 인물
- 박기순 : 박순천

이차돈(강석)의 어머니. 세광 일당의 음모로 중만을 살해했다는 누명을 썼다. 아들을 찾고 세광 일당의 복수를 해야한다는 신념으로 교도소 생활을 버틴다.
- 이중만 : 주현

이차돈(강석)의 아버지. 거액의 재산을 모아둔 부동산 재벌. 지세광의 아버지를 누명을 씌워 죽게 만들었고 자신의 부하이던 은비령의 아버지를 토사구팽하여 죽게 만들었다. 또한 자신의 비리를 캐던 권재규에게 모욕감을 주었고 자신의 비리를 취재하던 고호의 형을 죽게 만들었다. 또 황장식의 재산을 빼앗기까지 한다.
- 양구식 : 양형욱

서울중앙지방검찰청 이차돈 검사실 계장. 이차돈(강석)과 함께 비리를 저질러 엄청난 재산을 손에 쥔다. 이후에 차돈의 변호사 사무장을 맡는다.
- 홍자몽 : 이지현

차돈의 변호사 사무실 주임.
- 이차돈의 작은아버지 : 고인범

### 재인의 주변 인물
- 복화술 : 김수미

럭키저축은행 회장이자 복재인의 어머니.
- 김팔도 : 윤용현

복화술의 심복.

### 그 외 인물
- 권재규 : 이기영

서울중앙지방검찰청 검사장. 청장의 자리를 얻게 되었다. 이중만에게 굴욕을 받은 탓에 지세광을 돕게 된다.
- 황장식 : 정은표

변호사이자 과거 중만의 비서. 중만에게 재산을 빼앗긴다. 차돈의 정체를 알고 그에게 알려주려다가 불의의 사고로 목숨을 잃는다.
- 고호 : 이승형

TV 프로그램 《고호가 간다》를 진행하는 유명 언론인. 이중만에 의해 형을 잃었다.
- 권혁 : 도지한

재규의 아들. 서울중앙지방검찰청 검사로 세광을 보좌하고 있다.
- 서도균 : 서동균

권재규의 비서역할을 하며 권재규를 보좌하고 있다.
- 조상득 : 이병준

해룡과 일명 '진고개 신사'와 깊은 관계를 맺고 있는 비리검사의 원조. 차돈을 뒤에서 봐주고 있다.
- 정해룡 : 김학철

범죄로 얼룩진 인생을 살고 있는 전 서울특별시장.
- 이관수 : 최진호

정해룡의 심복.
- 박광태

황해신용금고 은행장. 나중에 누군가에게 살해당한다.
- 도간희 : 김홍수

이차돈이 유년시절을 보낸 고아원의 원장.
- 형사 1 :조우진

### 특별 출연
- 재인의 과외선생님 : 노형욱 (3회)

- 차돈의 검사선생님 : 손종학

- 성형외과 의사 : 이한위 (5회)

'아베마리아'를 부른 전설의 가수를 수술한 성형계 미다스의 손.
- 박소태 : 이문식 (9회)

조직폭력배이자 노름꾼.
- 요양원 원장 : 김병옥 (11회)

박기순(박순천 분)이 있는 요양원의 원장.
- 지만호(지세광 父) : 최종률 (15회)

- 황해대출신용금고 대주주 1 : 김광인

- 황해대출신용금고 대주주 2 : 맹봉학

- 진고개 신사(공기남) : 송경철 복재인의 아버지. 나이 65세. 60대 중반

복화술(김수미 분)의 남편이자 복재인(황정음 분)의 아버지.
- 전훈 : 최상훈 전훈. 나이 64세. 60대 중반

전지후 검사(최여진 분)의 아버지.
- 김 PD : 선학

- 컨테이너 관리인 : 고건령

- 이강석 : 최리호
- 주검사 : 서주성

## 시청률
- 아래의 파란색 숫자는 '최저 시청률'이고, 빨간색 숫자는 '최고 시청률'이다.

| 2013년      | 2013년      | 2013년         | 2013년       | 2013년         | 2013년       |
| 회차        | 방송일      | TNmS 시청률    | TNmS 시청률  | AGB 시청률     | AGB 시청률   |
| 회차        | 방송일      | 대한민국(전국) | 서울(수도권) | 대한민국(전국) | 서울(수도권) |
| ----------- | ----------- | -------------- | ------------ | -------------- | ------------ |
| 제1회       | 2월 2일     | 9.2%           | 10.0%        | 9.7%           | 10.6%        |
| 제2회       | 2월 3일     | 7.6%           | 8.4%         | 9.2%           | 10.2%        |
| 제3회       | 2월 9일     | 11.0%          | 12.3%        | 10.2%          | 10.7%        |
| 제4회       | 2월 10일    | 10.7%          | 11.1%        | 10.6%          | 12.3%        |
| 제5회       | 2월 16일    | 14.1%          | 14.9%        | 14.5%          | 16.6%        |
| 제6회       | 2월 17일    | 13.0%          | 13.8%        | 13.1%          | 15.2%        |
| 제7회       | 2월 23일    | 13.9%          | 15.3%        | 13.3%          | 15.0%        |
| 제8회       | 2월 24일    | 11.7%          | 12.8%        | 13.4%          | 15.1%        |
| 제9회       | 3월 2일     | 13.3%          | 14.2%        | 12.2%          | 14.0%        |
| 제10회      | 3월 3일     | 10.9%          | 11.6%        | 11.4%          | 12.8%        |
| 제11회      | 3월 9일     | 12.4%          | 13.7%        | 12.4%          | 13.8%        |
| 제12회      | 3월 10일    | 11.8%          | 13.1%        | 15.1%          | 16.5%        |
| 제13회      | 3월 16일    | 13.2%          | 14.7%        | 14.5%          | 16.6%        |
| 제14회      | 3월 17일    | 13.0%          | 14.3%        | 15.3%          | 17.5%        |
| 제15회      | 3월 23일    | 14.1%          | 16.0%        | 16.4%          | 19.1%        |
| 제16회      | 3월 24일    | 13.7%          | 15.3%        | 15.3%          | 17.2%        |
| 제17회      | 3월 30일    | 15.1%          | 17.5%        | 14.7%          | 16.0%        |
| 제18회      | 3월 31일    | 13.4%          | 14.6%        | 15.6%          | 17.4%        |
| 제19회      | 4월 6일     | 14.4%          | 16.6%        | 16.1%          | 18.0%        |
| 제20회      | 4월 7일     | 13.4%          | 15.2%        | 14.6%          | 16.3%        |
| 제21회      | 4월 13일    | 11.6%          | 12.3%        | 14.2%          | 16.7%        |
| 제22회      | 4월 14일    | 12.6%          | 14.0%        | 15.2%          | 17.5%        |
| 제23회      | 4월 20일    | 13.4%          | 14.3%        | 14.3%          | 15.4%        |
| 제24회      | 4월 21일    | 14.2%          | 15.7%        | 16.8%          | 18.8%        |
| 평균 시청률 | 평균 시청률 | 12.6%          | 13.8%        | 13.7%          | 15.4%        |

## 경쟁 프로그램
- 대왕의 꿈 (KBS 1TV, 2012년 9월 8일 ~ 2013년 6월 9일)
- 백년의 유산 (MBC, 2013년 1월 5일 ~ 2013년 6월 23일)

## 같이 보기
- 자이언트
- 샐러리맨 초한지